# Lucien d'Azay
Lucien d'Azay, né en 1966, est un romancier, essayiste et traducteur français.

## Œuvres
- Nouveaux Exercices de style : pastiches, Castelnau-le-Lez, France, Éditions Climats, coll. « Arc-en-ciel », 1996, 167 p.  (ISBN 2-84158-030-X)
- La Volupté sans recours : autour du "Verrou" de Fragonard, Castelnau-le-Lez, France, Éditions Climats, coll. « Arc-en-ciel », 1996, 136 p.  (ISBN 2-84158-046-6)
- Florence, Castelnau-le-Lez, France, Éditions Climats, coll. « Micro-Climats », 1999, 124 p.  (ISBN 2-84158-125-X)
- Les Cendres de la Fenice : choses vénitiennes, Castelnau-le-Lez, France, Éditions Climats, coll. « Micro-Climats », 2000, 140 p.  (ISBN 2-84158-151-9)
- Ovide, ou l'Amour puni, Paris, Les Belles Lettres, coll. « Eux & nous », 2001, 302 p.  (ISBN 978-2-251-17003-9)[1]
- Histoires de Toscane, Paris, Éditions Sortilèges, 2001, 336 p.  (ISBN 2-251-49156-2)
- Sonia Stock, Castelnau-le-Lez, France, Éditions Climats, 2002, 173 p.  (ISBN 2-84158-206-X)[2]
- Tibulle à Corfou, Paris, Les Belles Lettres, coll. « Eux & nous », 2003, 300 p.  (ISBN 978-2-251-17006-0)

- Prix Mottart de l’Académie française 2004
- Trésor de la nouvelle de la littérature italienne, Paris, Les Belles Lettres, coll. « Trésor de la nouvelle », 2004, 2 vol., 254-256 p.  (ISBN 2-251-44276-6)
- À la recherche de Sunsiaré, Paris, Éditions Gallimard, 2005, 391 p. + 8 pl.  (ISBN 2-07-077494-5)[3]
- Le Faussaire et son double. Vie de Thomas Chatterton, Paris, Les Belles Lettres, 2009, 304 p.  (ISBN 978-2-251-44362-1)
- Florence, Castelnau-le-Lez, France, Éditions Climats, coll. « Micro-Climats », 1999, 124 p.  (ISBN 2-84158-125-X)
- Trois Excentriques anglais, Paris, Les Belles Lettres, 2011, 330 p.  (ISBN 978-2-251-44423-9)[4]

- Prix de la Revue des deux mondes 2012
- Les Grands Personnages de l'Histoire, Gennevilliers, France, Géo éd., 2011, 320 p.  (ISBN 978-2-8104-0148-2)
- Sur les chemins de Palmyre, Paris, Éditions de La Table Ronde, coll. « Vermillon », 2012, 151 p.  (ISBN 978-2-7103-6904-2)
- Dictionnaire insolite de Venise, Paris, Éditions Cosmopoles, 2012, 158 p.  (ISBN 978-2-84630-070-4)
- Ashley & Gilda : Autopsie d'un couple, Paris, Les Belles Lettres, 192 p., 2016  (ISBN 978-2251446011)
- Un sanctuaire à Skyros, Paris, Les Belles lettres, 2020  (ISBN 9782251450445) - Médaille de vermeil, Académie française[6]
- La Belle Anglaise : Vie de "Perdita" Robinson, Paris, Les Belles Lettres, 2022, 317 p.  (ISBN 978-2251452975)
- Vénitiennes au peigne fin, suivi de L'Étoile vide, Paris, Les Belles Lettres, 2024, 194 p.  (ISBN 978-2251455129)